# Josip Kuković
Josip Kuković (Zagreb, 29. studenog 1782. – Beč, 11. studenog 1861.), bio je biskup Bosansko-srijemske biskupije sa sjedištem u Đakovu (1834. – 1849.).

## Životopis
Josip Kuković rodio se u Zagrebu, 29. studenog 1782. godine. Studij bogoslovlje završio je u rodnom gradu, a nakon studija odlazi u pastoralnu skrb. Nakon ređenja bio je tajnik Zagrebačkoga kaptola. Od 1817. godine kanonik je u Đakovu te od 1831. kaptolski vikar. Od 1831. obnaša dužnost zagrebačkog kanonika čuvara.
Naslovni biskup risanske biskupije je u razdoblju od od 9. siječnja 1833. do 17. srpnja 1834. godine.
Biskupom đakovačko-srijemske biskupije postao je 14. veljače 1834. godine, nakon smrt Pavla Sučića. U Đakovu je vlastitim novcem izgradio samostan sestara milosrdnica. Biskupom je bio sve do 1849., kada je na njegovo mjesto došao Josip Juraj Strossmayer.